# 邦達里 (喬爾努希區)
50°18′14″N 32°52′8″E / 50.30389°N 32.86889°E
邦達里（烏克蘭語：Бондарі），是烏克蘭中部的村莊，隸屬波爾塔瓦州的盧布尼區。該村分別距離涅赫里斯季夫卡1.5公里和哈爾西基2.5公里，海拔高度149米，2001年人口232。